# Lijst van voetbalinterlands Bulgarije - Polen
Deze lijst van voetbalinterlands is een overzicht van alle officiële voetbalwedstrijden tussen de nationale teams van Bulgarije en Polen. De landen hebben tot op heden 23 keer tegen elkaar gespeeld. De eerste wedstrijd was in Sofia op 12 september 1937. Het laatste duel, eveneens een vriendschappelijke wedstrijd, werd gespeeld op 3 maart 2010 in Warschau.

## Wedstrijden
| №  | Plaats    | Datum             | Competitie           | Wedstrijd         | Uitslag |
| -- | --------- | ----------------- | -------------------- | ----------------- | ------- |
| 1  | Sofia     | 12 september 1937 | Vriendschappelijk    | Bulgarije − Polen | 3 − 3   |
| 2  | Sofia     | 4 april 1948      | Vriendschappelijk    | Bulgarije − Polen | 1 − 1   |
| 3  | Warschau  | 2 oktober 1949    | Vriendschappelijk    | Polen − Bulgarije | 3 − 2   |
| 4  | Sofia     | 30 oktober 1950   | Vriendschappelijk    | Bulgarije − Polen | 0 − 1   |
| 5  | Warschau  | 18 mei 1952       | Vriendschappelijk    | Polen − Bulgarije | 0 − 1   |
| 6  | Sofia     | 13 september 1953 | Vriendschappelijk    | Bulgarije − Polen | 2 − 2   |
| 7  | Warschau  | 8 augustus 1954   | Vriendschappelijk    | Polen − Bulgarije | 2 − 2   |
| 8  | Sofia     | 26 juni 1955      | Vriendschappelijk    | Bulgarije − Polen | 1 − 1   |
| 9  | Wrocław   | 26 augustus 1956  | Vriendschappelijk    | Polen − Bulgarije | 1 − 2   |
| 10 | Sofia     | 29 september 1957 | Vriendschappelijk    | Bulgarije − Polen | 1 − 1   |
| 11 | Chorzów   | 26 juni 1960      | Vriendschappelijk    | Polen − Bulgarije | 4 − 0   |
| 12 | Sofia     | 30 september 1962 | Vriendschappelijk    | Bulgarije − Polen | 2 − 1   |
| 13 | Krakau    | 16 me] 1965       | Vriendschappelijk    | Polen − Bulgarije | 1 − 1   |
| 14 | Sofia     | 15 juni 1969      | WK 1970 kwalificatie | Bulgarije − Polen | 4 − 1   |
| 15 | Warschau  | 9 november 1969   | WK 1970 kwalificatie | Polen − Bulgarije | 3 − 0   |
| 16 | Varna     | 19 augustus 1973  | Vriendschappelijk    | Bulgarije − Polen | 0 − 2   |
| 17 | Warschau  | 26 april 1978     | Vriendschappelijk    | Polen − Bulgarije | 1 − 0   |
| 18 | Łódź      | 23 maart 1983     | Vriendschappelijk    | Polen − Bulgarije | 3 − 1   |
| 19 | Querétaro | 6 februari 1985   | Vriendschappelijk    | Bulgarije − Polen | 2 − 2   |
| 20 | Białystok | 24 augustus 1988  | Vriendschappelijk    | Polen − Bulgarije | 3 − 2   |
| 21 | Boergas   | 6 september 1998  | EK 2000 kwalificatie | Bulgarije − Polen | 0 − 3   |
| 22 | Warschau  | 4 juni 1999       | EK 2000 kwalificatie | Polen − Bulgarije | 2 − 0   |
| 23 | Warschau  | 3 maart 2010      | Vriendschappelijk    | Polen − Bulgarije | 2 − 0   |

## Samenvatting
| Competitie        | Totaal gespeeld | Winst Bulgarije | Gelijk | Winst Polen | Doelsaldo Bulgarije – Polen |
| ----------------- | --------------- | --------------- | ------ | ----------- | --------------------------- |
| WK-kwalificatie   | 2               | 1               | 0      | 1           | 4 − 4                       |
| EK-kwalificatie   | 2               | 0               | 0      | 2           | 0 − 5                       |
| Vriendschappelijk | 19              | 3               | 8      | 8           | 26 − 38                     |
| Totaal            | 23              | 4               | 8      | 11          | 30 − 47                     |

Wedstrijden bepaald door strafschoppen worden, in lijn met de FIFA, als een gelijkspel gerekend.